# 中華民國憲法草案
《中華民國憲法草案》是指中華民國大陸時期各屆為建立共和立憲制的政體而提出的各種憲法草案。自辛亥革命建立中華民國後，於1913年（民國二年）10月31日完成的第一部憲法草案《天壇憲草》開始，直至1946年（民國35年）4月成形的《政協憲草》為止，曾有多部憲草被提出。中華民國之制憲歷程因政府更迭而延宕許久，但是其中曾有兩次草案經通過成為正式憲法。
- 1923年（民國12年）《中華民國憲法》，由北洋政府第一屆國會組織「憲法會議」通過，但於次年被推翻。
- 1947年（民國36年）《中華民國憲法》，由國民政府組織「制憲國民大會」通過，但於兩年後因中国共产党建立中华人民共和国而於中国大陆失效。該部憲法至今依然在中華民國政府實際控制的「自由地區」（包含臺灣、澎湖、金門、馬祖等島嶼）有效。

## 憲草發展流程
中華民國大陸時期之制憲過程深受各時期政軍情勢影響，前期由控制北京的北洋政府軍閥派系主導，後期則由中國國民黨領導的國民政府主導。以下列出此時期較受重視之憲法文件，粗體者為曾經實際施行過之憲制性文件，但實際上中華民國大陸時期各地方武裝勢力林立，各部憲制性文件均未曾在國土上徹底施行。
- 臨時政府
- 中華民國臨時約法（1912年）
  -  北洋政府
    - 天壇憲草（1913年）
    - 中華民國約法（1914年）
    - 民八憲草（1919年）
    - 中華民國憲法（1923年）
    - 民國憲法案（1925年）

  -  國民政府
    - 中華民國訓政時期約法（1931年）
    - 五五憲草（1936年）
    - 憲政期成會憲法草案（1940年）
    - 政治協商會議憲法草案（1946年）
    - 中華民國憲法（1946年）

1949年10月中国共产党建立中华人民共和国，結束了中華民國大陸時期。其後制憲流程由中国共产党主導於1954年通過《中华人民共和国宪法》。

## 民國初年立憲
中华民国建国时，一切法律制度都还没有健全，国家仍然处于动乱之中，在这个情况下，孫中山及其同盟會主導的臨時參議院於1912年（民國元年）3月11日公布了《中華民國臨時約法》（民元約法）作为国家的临时基本法。它在中国历史中第一次将「主權在民」的思想立入法规。1913年（民國2年）第一屆國會提出了《中华民国宪法草案》（又称天壇憲草），这部草案的基础是临时约法，其中的规定使当时掌权的大總統袁世凯非常不满，因此他不让国会讨论这部草案，相反地，他于1914年（民國3年）另組約法會議，于5月1日公布了《中華民國約法》（民三約法、袁记约法）。1919年（民國8年）段祺瑞执政期间主導選舉第二屆國會後由國會提出过一部《中华民国宪法草案》（安福憲法、民八憲草）。1923年（民國12年）曹錕取得權力後，恢復第一屆國會，繼續其憲法審議完成《中華民國憲法》（曹錕憲法、雙十憲法）。1925年（民國14年）段祺瑞再次执政时又組織國憲起草委員會提出过一部《中华民国宪法案》（民國憲法案、十四年草案）。
此期間之約法、憲法草案、憲法之憲政體制皆參考西方流行之三權分立，在條文中明定立法、行政、司法等國家機關。
- 立法機關為由參議院與眾議院組成的兩院制國會。其中參議院由最高級地方議會選舉，眾議院由人民直接選舉。
- 行政機關為大總統與由國務總理（或稱國務卿）領導的國務院組成。大多數文本中做為國家元首的大總統由國會議員選舉。
- 司法機關為法院，並設有最高法院（或稱大理院）。部份文本中另設有平政院專門處理人民對政府之訴訟。

另大多數文本中有獨立之審計院對國家會計進行稽核。早期之文本中僅規範中央政府組織，對地方制度方面並無相關之規定，但1920年代初期中國興起省憲運動，使得1923年（民國12年）《中華民國憲法》與1925年（民國14年）《民國憲法案》中加入規範地方政府組織、中央與地方權限、中央與地方關係之相關條文，使憲草更具聯邦制色彩。
| 年份          | 1912年（民國元年）                                            | 1913年（民國二年）                                                                     | 1914年（民國三年）                                             | 1919年（民國八年）                                                               | 1923年（民國十二年）                                                      | 1925年（民國十四年）                                                          |
| 名稱 （別稱） | 《中華民國臨時約法》 （臨時約法、民元約法）                   | 《中華民國憲法草案》 （天壇憲草）                                                      | 《中華民國約法》 （民三約法、袁記約法）                        | 《中華民國憲法草案》 （安福憲法、民八憲草）                                      | 《中華民國憲法》 （曹錕憲法、雙十憲法）                                   | 《中華民國憲法案》 （民國憲法案、段記憲草）                                   |
| 類別          | 正式約法                                                      | 憲法草案                                                                               | 正式約法                                                       | 憲法草案                                                                         | 正式憲法                                                                  | 憲法草案                                                                      |
| 主導人        | 孫中山                                                        |                                                                                        | 袁世凱                                                         | 段祺瑞                                                                           | 曹錕                                                                      | 段祺瑞                                                                        |
| 制定機關      | 臨時參議院                                                    | 第一屆國會                                                                             | 約法會議                                                       | 第二屆國會                                                                       | 第一屆國會                                                                | 國憲起草委員會                                                                |
| 篇幅          | 7章56條                                                       | 11章113條                                                                              | 10章68條                                                       | 10章101條                                                                        | 13章141條                                                                 | 5編14章160條                                                                  |
| 憲政機關      | - 參議院 - 臨時大總統 - 國務院 - 國務總理 - 最高法院 - 平政院 | - 國會 - 參議院 - 眾議院 - 國會委員會 - 大總統 - 國務院 - 國務總理 - 最高法院 - 審計院 | - 大總統 - 立法院 - 國務卿 - 大理院 - 平政院 - 參政院 - 審計院 | - 國會 - 參議院 - 眾議院 - 大總統 - 國務院 - 國務總理 - 大理院 - 平政院 - 審計院 | - 國會 - 參議院 - 眾議院 - 大總統 - 國務院 - 國務總理 - 最高法院 - 審計院 | - 民國議會 - 參議院 - 眾議院 - 大總統 - 國務院 - 國務總理 - 最高法院 - 審計院 |

## 國民政府制憲

### 訓政時期
中國國民黨總理孫中山於《五權憲法》中，主張其將西方立法、行政、司法三權分立的理論中，將行政權析出「考試權」、立法權析出「監察權」（又稱「彈劾權」），而型成「五權分立」與適應中國國情。孫中山之後並於其著作《國民政府建國大綱》中提出國民大會、總統、行政院、立法院、司法院、考試院、監察院等具體憲政機關之名稱與施行憲政之程序。《建國大綱》經1924年（民國13年）中國國民黨全國代表大會通過後成為中國國民黨之中心政治思想之一。1928年（民國17年）中國國民黨的國民革命軍北伐统一中国后于10月3日由其中央委員會常務委員會通过了《訓政綱領》開始訓政。1931年（民國20年）5月5日中國國民黨組織的國民會議中通過了《中华民国训政时期约法》並同年6月1日開始施行。
中國國民黨成立國民政府後，依據《國民政府建國大綱》著手推進憲政的實施。1936年（民國25年）5月5日公布了《中華民國憲法草案公佈案》（五五憲草），它本来应该在预定1936年（民國25年）召开之制憲國民大會通过，但大会因日本入侵东北及隔年爆发的抗日战争延宕而未能如期召开。1938年（民國27年）秋，国民政府为集思广益，团结力量，在武汉成立政治协商机关国民参政会，参政会依照左舜生，张君劢等人意见，成立包括中國國民黨、中国共产党、中国民主同盟人士在内的宪政期成会以修改五五宪草。其修正后宪草名为《憲政期成會憲法草案》（期成憲草）。期成宪草的主要变动是增加国民大会议政会，作为国民大会闭会期间的政权机关，宪草逐渐偏向三权分立模式。1943年（民國32年），中國國民黨五届十一中全会决定战争胜利后立即召开制憲國民大會，故国防最高委员会决定成立容纳国共两党和民主党派的宪政实施协进会再度修改五五宪草。因参加者多为国民党中央委员及国民党籍参政员等，故对五五宪草修改较小。
| 年份          | 1931年（民國20年）                                                              | 1936年（民國25年）                      | 1938年（民國27年）                  | 1946年（民國35年）                    | 1947年（民國36年）            |
| 名稱 （別稱） | 《中華民國訓政時期約法》 （訓政時期約法）                                       | 《中華民國憲法草案公佈案》 （五五憲草） | 《憲政期成會憲法草案》 （期成憲草） | 《政治協商會議憲法草案》 （政協憲草） | 《中華民國憲法》 （現行憲法） |
| 類別          | 正式約法                                                                        | 憲法草案                                | 憲法草案                            | 憲法草案                              | 正式憲法                      |
| 制定機關      | 國民會議                                                                        | 國民政府立法院                          | 國民參政會 憲政期成會               | 政治協商會議 憲草審議委員會           | 制憲國民大會                  |
| 篇幅          | 8章89條                                                                         | 8章157條                                | 8章138條                            | 14章152條                             | 14章175條                     |
| 憲政機關      | - 中國國民黨全國代表大會 （及其中央執行委員會） - 國民政府委員會 - 國民政府主席 | - 國民大會 - 總統                       | - 國民大會 - 國民大會議政會 - 總統  | - 國民大會（無形機關） - 總統         | - 國民大會 - 總統             |
| 憲政機關      | 行政院、立法院、司法院、考試院、監察院                                          |                                         |                                     |                                       |                               |

### 戰後制憲

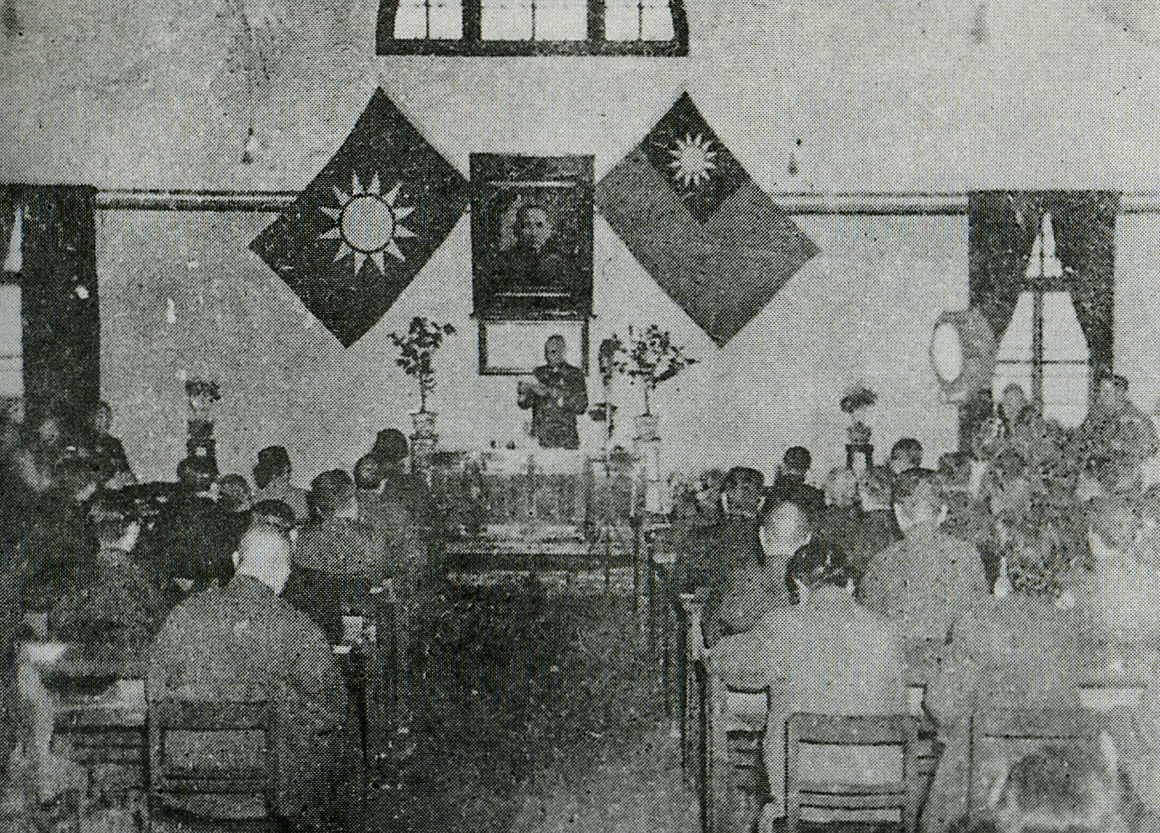
国共两党在1946年1月政治协商会议上达成政协宪草决议案

1945年（民國34年）抗日戰爭勝利後，國民政府繼續依據《建國大綱》中的行憲程序。同年10月10日，執政的中國國民黨與最大的反對黨中国共产党在重慶談判並簽立「雙十協定」，確定以政治民主化，军队国家化、黨派平等、地方自治之途徑達到和平民主建國，儘速召開政治協商會議，商討制憲事宜。1946年（民國35年）1月10日至31日，中國國民黨8人、中国共产党7人、中国民主同盟9人、中國青年黨5人、無黨派人士9人等38位代表在重慶召開政治協商會議，通過政府改組案、和平建國綱領案、軍事問題案、國民大會案、協定五五憲草的修改原則12項，並決定組織憲草審議委員會。政协决议案之宪法草案部分依据中国共产党建议和要求，较大幅度修改了五五宪草。依照政协决议，国民大会成为无形机构，立法院直接民选产生，监察院职权扩大，且地方制度称为联邦体制，省得制定省宪。因政协宪草远离孙中山五权宪法理论，因而触犯了国民党党章并引起国民党内部较大反弹，随后的国民党六届二中全会则提议恢复五五宪草，并因此事酿成了国共之间的严重政治摩擦。
政協會議閉幕後，依决议成立憲草審議委員會，经中共代表周恩来和国民党王世杰推荐，民社党的張君勱主持起草了這份《中華民國憲法草案》，保留了三民主义的基本思想并贯彻政协宪草决议案内容，落實民有民治民享之民主共和國，以及內閣制之民主憲政等精神。宪草期间中共代表与张君劢多次私下协商宪草问题，并在达成一致后再提交审议会审议。但中共因解放区问题要求地方法官民选等问题而对宪草审议委员会四月底的宪法草案仍持保留意见。又加上此时国共军事冲突扩大，宪草审议工作从此未能继续。故四月底政协宪草版本为制宪国民大会实际开始审议时之蓝本。
| 爭執議題     | 中國國民黨觀點         | 中国共产党觀點 | 最終《中華民國憲法》               |
| ------------ | ---------------------- | -------------- | ---------------------------------- |
| 人權保障     | 間接保障               | 積極保障       | 積極保障                           |
| 政體         | 總統制                 | 內閣制         | 內閣制                             |
| 國民大會     | 有形國大               | 無形國大       | 職權限縮之有形國大                 |
| 國民大會職權 | 選舉、罷免、創制、複決 | 選舉、罷免     | 暫有選舉、罷免，創制、複決延後實施 |
| 行政院負責   | 對總統負責             | 對立法院負責   | 對立法院負責                       |
| 立法委員選舉 | 國民大會選舉           | 人民直選       | 人民直選                           |
| 司法行政權   | 屬於司法院             | 不屬於司法院   | 憲法未明定，但由法律規定屬司法院   |
| 監察院同意權 | 無同意權               | 有同意權       | 有同意權                           |
| 監察委員選舉 | 國民大會選舉           | 省議會選舉     | 省議會選舉                         |
| 地方制度     | 縣自治，省聯絡中央與縣 | 聯邦省憲       | 省縣自治，中央得制定自治通則       |
| 憲法修改     | 有形國大               | 無形國大       | 職權限縮之有形國大                 |

## 行憲後之憲政發展
政治協商會議後中國國民黨與中国共产党之衝突擴大成全面性的第二次国共内战。1949年（民國38年）2月中国共产党中央委员会發布《中共中央關於廢除國民黨的六法全書與確定解放區的司法原則的指示》完全否定《中華民國憲法》之合法性。同年9月，中国共产党組織中国人民政治协商会议通過《中国人民政治协商会议共同纲领》，並於10月1日中国共产党建立中华人民共和国時一併公布做為暫時的憲制性文件，中華民國大陸時期至此結束。其後中國的制憲流程由中国共产党主導於1954年通過《中华人民共和国宪法》。另一方面，中國國民黨領導的中華民國政府則遷往其甫於1945年第二次世界大战後代表盟軍自日本佔領領土臺灣的首府臺北市，與中国共产党領導的中華人民共和國政府隔台灣海峽型成兩岸分治的格局至今。
而依照1947年（民國36年）《中華民國憲法》選出的第一屆國民大會代表在臺北繼續集會，維持「法統」。遷臺後的國民大會曾經在1962年（民國51年）組織憲政研討委員會提出過一部憲法草案，稱為《憲政研討委員會憲法草案》（憲研憲草）。主旨在修改1946年（民國35年）憲法制定當時與中国共产党在《政協憲草》中妥協之部份條文，使憲法回到孫中山的《五權憲法》理論。但該憲法草案1966年（民國55年）經總統蔣中正召開國民大會臨時會討論後決定不修改憲法，草案作廢。1947年（民國36年）通過的《中華民國憲法》至今依然維持原文，在中華民國政府實際控制的「自由地區」（包含臺灣、澎湖、金門、馬祖等島嶼）有效，但其中多數條文已經被1990年代通過的《中華民國憲法增修條文》以另行條文的方式宣告失效。